# Mona Løseth
Mona Løseth (Ålesund, 11 aprile 1991) è un'ex sciatrice alpina norvegese specialista delle prove tecniche.
È la sorella minore di Lene e Nina, entrambe sciatrici alpine di alto livello.

## Biografia

### Stagioni 2007-2009
Attiva in gare FIS dal novembre del 2006, Mona Løseth nel marzo dell'anno successivo prese parte ai suoi primi Mondiali juniores. Esordì in Coppa Europa il 25 novembre 2007 nello slalom gigante di Levi, chiuso al 47º posto.
Il 2009 fu il primo anno che la vide impegnata nelle massime competizioni internazionali: il 4 gennaio 2009 esordì infatti in Coppa del Mondo nello slalom speciale di Zagabria Sljeme, senza però qualificarsi per la seconda manche; il 30 gennaio successivo andò per la prima volta a punti nel circuito con il 22º posto ottenuto nello slalom speciale di Garmisch-Partenkirchen; in febbraio fu convocata per i Mondiali di Val-d'Isère dove gareggiò nello slalom speciale, senza concluderlo; in marzo ottenne infine due quarti posti, nello slalom gigante e nello slalom speciale, ai Mondiali juniores di Garmisch-Partenkirchen.

### Stagioni 2010-2014
Il 5 dicembre 2009 a Kvitfjell colse in supercombinata la prima vittoria, nonché primo podio, in Coppa Europa, mentre il 16 gennaio 2010 ottenne a Maribor in slalom gigante il suo miglior piazzamento in Coppa del Mondo (12ª). Nel prosieguo della stagione conquistò poi le medaglie solo sfiorate nel 2009: ai Mondiali juniores del Monte Bianco fu infatti argento, dietro alla tedesca Christina Geiger, nello slalom speciale, e oro nello slalom gigante e nella speciale classifica di combinata. Prese quindi parte ai XXI Giochi olimpici invernali di Vancouver 2010, ottenendo il 21º posto nel supergigante, il 13º nella supercombinata e non completando lo slalom gigante e lo slalom speciale.
Ai Mondiali di Schladming 2013 fu 25ª nello slalom gigante e non concluse la seconda manche dello slalom speciale, mentre ai XXII Giochi olimpici invernali di Soči 2014 nelle medesime specialità si classificò rispettivamente 27ª e 16ª. Lasciata la Coppa del Mondo in occasione dello slalom speciale di Åre dell'8 marzo 2014, senza completare la prima manche, disputò la sua ultima gara in carriera, una prova FIS, il 28 aprile successivo a Hemsedal, per annunciare quindi a sorpresa il ritiro nel luglio dello stesso anno, appena ventitreenne.

## Palmarès

### Mondiali juniores
- 3 medaglie:
  - 2 ori (slalom gigante, combinata a Monte Bianco 2010)
  - 1 argento (slalom speciale a Monte Bianco 2010)

### Coppa del Mondo
- Miglior piazzamento in classifica generale: 75ª nel 2010

#### Coppa del Mondo - gare a squadre
- 1 podio:
  - 1 secondo posto

### Coppa Europa
- Miglior piazzamento in classifica generale: 5ª nel 2014
- 9 podi:
  - 4 vittorie
  - 4 secondi posti
  - 1 terzo posto

#### Coppa Europa - vittorie
| Data             | Località    | Paese     | Specialità |
| ---------------- | ----------- | --------- | ---------- |
| 5 dicembre 2009  | Kvitfjell   | Norvegia  | SC         |
| 8 febbraio 2013  | San Candido | Italia    | SL         |
| 22 novembre 2013 | Levi        | Finlandia | GS         |
| 25 novembre 2013 | Levi        | Finlandia | SL         |

Legenda:

GS = slalom gigante

SL = slalom speciale

SC = supercombinata

### Campionati norvegesi
- 9 medaglie[2]:
  - 6 ori (slalom speciale nel 2009; supergigante, slalom gigante nel 2010; slalom gigante, slalom speciale nel 2013; slalom speciale nel 2014)
  - 1 argento (slalom gigante nel 2008)
  - 2 bronzi (supergigante nel 2009; slalom speciale nel 2012)